# Pseudopostega alleni
Pseudopostega alleni là một loài bướm đêm thuộc họ Opostegidae. Nó được Puplesis và Robinson miêu tả năm 1999. Nó là loài duy nhất được tìm thấy ở huyện Uthai Thani ở Thái Lan.